# 大阪飛腳
大阪飛腳（日語：ガンバ大阪），是一支日本職業足球會，屬於日本職業足球聯賽的球隊之一，2014年取得日職聯、日聯盃和天皇盃「三冠王」。

## 簡介
球隊的前身是松下電器產業足球部。在1991年，加盟日本職業足球聯賽，改名為大阪鋼巴。1993年，首屇日本職業足球聯賽的10支參賽球队之一。球隊的根據地在大阪府吹田市，主場是大阪萬博記念競技場。在日職聯創立時，唯一一支以關西作為根據地的球隊。
球隊的名字Gamba是有兩個解釋：意大利語可解作腳，而在日語中，可解作努力（/Ganbaru）。
在J联赛奋战了13年之后，直到2005年球队才赢得了建队以来第一个职业联赛冠军。此后球队又连续夺得联赛杯和天皇杯的冠军，并在2008年获得了亚洲冠军联赛的冠军，真正成长为一支豪门强队。
但在2012年，由於球隊僅次於札幌岡薩多的失球數字(65球)，即使他們是入球最多球隊(67球)，球差亦是正數(+2)，最終在12月1日最後一輪聯賽作客負於磐田喜悦1:2後，取得第17名之劣績，來屆將降落日本職業足球乙級聯賽（J2）進行比賽，自1993參加日本甲組職業足球聯賽以來首次降班。
在2013年，大阪鋼巴在提前三輪情況下，主場4:0大勝熊本深红篤定重回日本甲組職業足球聯賽行列，隨後並奪得日本職業足球乙級聯賽冠軍。
2014年，是大阪飛腳重回甲組的第一個球季。球隊在頭10輪比賽取得2勝3和5負，排名15位，但由於宇佐美貴史的復出，球隊漸入佳境，季尾階段進佔聯賽第2位，竟有力問鼎聯賽冠軍。球隊亦於11月8日的日本聯賽盃決賽，以3比2擊敗廣島三箭，贏得自2009年以來第一項錦標。到了聯賽最後一輪比賽，球隊與半季穩坐榜首的浦和紅鑽同分，由於浦和紅鑽主場落敗，使大阪飛腳奪得聯賽冠軍寶座。12月14日，大阪飛腳在天皇盃決賽，以3比1擊敗乙組球隊山形山神，成為日本史上首支升班馬贏得本土三冠的球隊。
2015年，大阪钢巴首次重返自2012年以来的亚洲冠军联赛，在半决赛中被锦标赛获得者以总比分1-2淘汰出局，对手是广州恒大，恒大在2015年国际足联俱乐部世界杯上获得第四名。在国内赛事中，大阪钢巴进入了日本职业足球联赛杯和J1联赛锦标赛的决赛，分别以0-3输给了鹿岛鹿角和3-4输给了俱乐部世界杯的第三名广岛三箭队。大阪钢巴成功卫冕了天皇杯冠军的地位，以2-1击败浦和红钻队。

## 球场

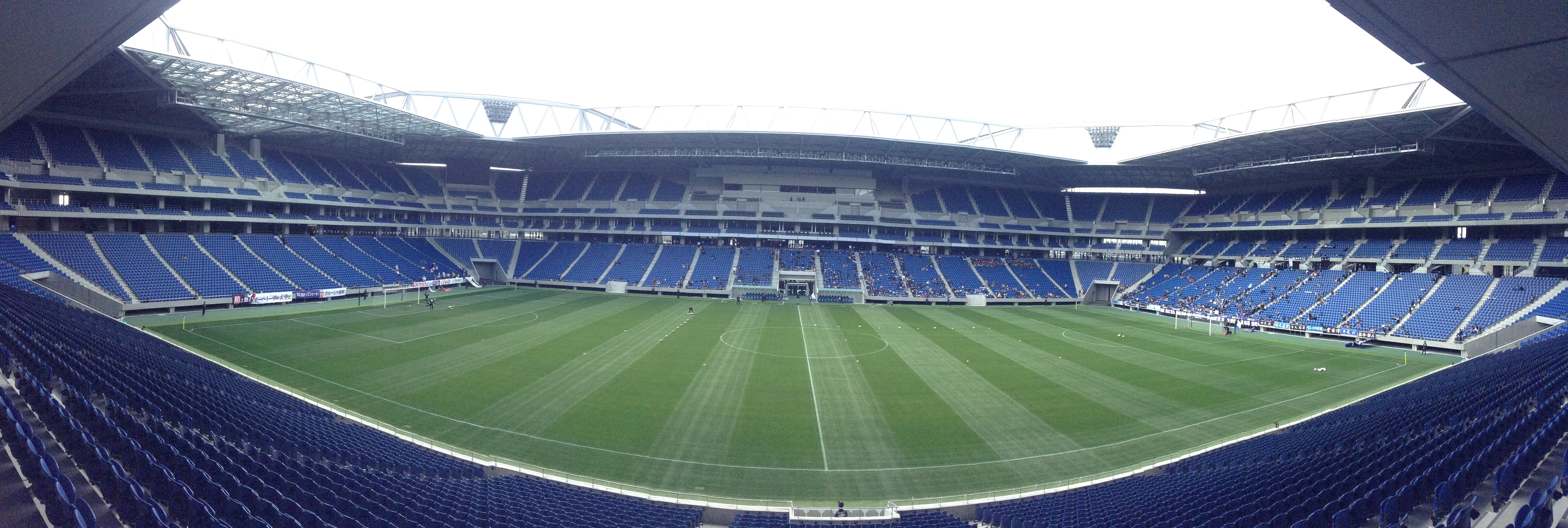
大阪府市足球场的全景

大阪钢巴从1980年至2015年一直使用大阪万博体育场（Osaka Expo '70 Stadium）作为主场，该体育场位于万博纪念公园，可容纳约21,000人。
该俱乐部于2013年12月开始在同一公园兴建一座新的足球特设体育场，名为吹田市足球场（Suita City Football Stadium），座位容量为39,694人。这座新体育场于2016年2月14日在松下杯比赛中正式举行了首场比赛，大阪钢巴在该比赛中迎战日本职业足球联赛的同城球队名古屋鲸八。

## 竞争对手
大阪钢巴最激烈的竞争对手是同城球队大阪樱花，他们之间进行大阪德比的较量。他们还与埼玉的浦和红钻队有着激烈的竞争，成为日本的“国家德比”。

## 球員名單（2025年）
1. 以下球員名單更新於2025年8月14日
2. 球員編號參照大阪飛腳官方網站 （页面存档备份，存于）
3. 國籍圖標根據國際足協的參賽資格定義，但球員可能會持有多於一個非國際足協定義的國籍
4. 粗體字為新加盟球員

| 號碼     | 國籍          | 球員名         | 出生日期       | 前屬球會       | 加盟年份 |
| 守 門 員 | 守 門 員      | 守 門 員       | 守 門 員       | 守 門 員       | 守 門 員 |
| -------- | ------------- | -------------- | -------------- | -------------- | -------- |
| 1        | 日本          | 東口順昭       | 1986年5月12日  | 新潟天鵝       | 2014年   |
| 18       | 日本          | 荒木琉偉       | 2007年10月14日 | 青年軍         | 2024年   |
| 22       | 日本          | 一森純         | 1991年7月2日   | 橫濱水手       | 2020年   |
| 31       | 日本          | 張奥林         | 2005年4月25日  | 青年軍         | 2024年   |
| 後 衛    |               |                |                |                |          |
| 2        | 日本          | 福岡将太       | 1995年10月24日 | 德島漩渦       | 2022年   |
| 3        | 日本          | 半田陸         | 2002年1月1日   | 山形山神       | 2023年   |
| 4        | 日本          | 黒川圭介       | 1997年4月13日  | 關西大學       | 2020年   |
| 5        | 日本          | 三浦弦太       | 1995年3月1日   | 清水心跳       | 2017年   |
| 15       | 日本          | 岸本武流       | 1997年7月16日  | 清水心跳       | 2024年   |
| 20       | 日本          | 中谷進之介     | 1996年3月24日  | 名古屋鯨魚     | 2024年   |
| 21       | 日本          | 初瀨亮         | 1997年7月10日  | 錫周三         | 2025年   |
| 33       | 日本          | 中野伸哉       | 2003年8月17日  | 鳥栖砂岩       | 2023年   |
| 67       | 日本          | 佐々木翔悟     | 2000年7月25日  | 千葉市原       | 2025年   |
| 中 場    |               |                |                |                |          |
| 10       | 日本          | 倉田秋         | 1988年11月26日 | 大阪櫻花       | 2012年   |
| 13       | 日本          | 安部柊斗       | 1997年12月5日  | RWD莫倫比克    | 2025年   |
| 16       | 日本          | 鈴木徳真       | 1997年3月12日  | 大阪櫻花       | 2024年   |
| 27       | 日本          | 美藤倫         | 2002年2月12日  | 關西學院大學   | 2024年   |
| 38       | 日本          | 名和田我空     | 2006年7月29日  | 神村学園       | 2025年   |
| 44       | 日本          | 奧拔侃志       | 1999年8月11日  | 纽伦堡         | 2025年   |
| 47       | 巴西          | 祖安·艾蘭奴    | 1996年9月2日   | 鹿島鹿角       | 2022年   |
| 前 鋒    |               |                |                |                |          |
| 7        | 日本          | 宇佐美貴史     | 1992年5月6日   | 杜塞爾多夫     | 2019年   |
| 8        | 日本          | 食野亮太郎     | 1998年6月18日  | 埃斯托里爾     | 2022年   |
| 9        | 日本          | 林大地         | 1997年5月23日  | 纽伦堡         | 2024年   |
| 11       | 突尼西亞      | 伊薩姆・謝巴利 | 1991年12月25日 | 奧丹斯         | 2023年   |
| 17       | 日本          | 山下諒也       | 1997年10月19日 | 橫濱FC         | 2024年   |
| 23       | 土耳其 · 瑞典 | 丹尼斯・休梅特 | 1996年9月13日  | 佐加頓斯       | 2025年   |
| 42       | 日本          | 南野遥海       | 2004年5月13日  | 栃木SC         | 2025年   |
| 51       | 日本          | 滿田誠         | 1999年7月20日  | 廣島三箭       | 2025年   |
| 97       | 巴西          | 韋爾頓・費利佩 | 1997年8月6日   | 索菲亞列夫斯基 | 2024年   |

## 球會榮譽

### 日本賽事
松下電器時期 (業餘)
- 全日本選手權大會
  - 冠軍 (1) : 1983年
- 日本足球聯賽第二級
  - 冠軍 (1) : 1985年–1986年
- 天皇杯:
  - 冠軍 (1) : 1990年

大阪鋼巴時期 (職業)
- 日本職業足球聯賽
  - 冠軍 (2) : 2005年, 2014年
- 天皇杯
  - 冠軍 (4) : 2008年, 2009年, 2014年, 2015年
  - 亞軍 (1) : 2006年
- 日本聯賽盃
  - 冠軍 (1) : 2007年, 2014年
  - 亞軍 (1) : 2005年
- 日本超級盃
  - 冠軍 (1) : 2007年, 2015年
  - 亞軍 (2) : 2006年, 2009年

### 亞冠
- 冠軍 (1) : 2008年

| 对手         | 赛季              | 主场 | 客场 |
| 阿德莱德联队 | 2008赛季决赛      | 3–0  | 2–0  |
| 阿德莱德联队 | 2012 小组赛       | 0–2  | 0–2  |
| 阿德莱德联队 | 2017 小组赛       | 3–3  | 3–0  |
| 墨尔本胜利   | 2008 小组赛       | 2–0  | 4–3  |
| 墨尔本胜利   | 2011 小组赛       | 5–1  | 1–1  |
| 墨尔本胜利   | 2016 小组赛       | 1–1  | 1–2  |
| 大连实德     | 2006 小组赛       | 3–0  | 0–2  |
| 山东鲁能     | 2009 小组赛       | 3–0  | 1–0  |
| 河南建业     | 2010 小组赛       | 1–1  | 1–1  |
| 天津泰达     | 2011 小组赛       | 2–0  | 1–2  |
| 广州富力     | 2015 小组赛       | 0–2  | 5–0  |
| 广州恒大     | 2015 半决赛       | 0–0  | 1–2  |
| 上海上港     | 2016 小组赛       | 0–2  | 1–2  |
| 江苏苏宁     | 2017 小组赛       | 0–1  | 0–3  |
| 斯里维加亚   | 2009 小组赛       | 5–0  | 3–0  |
| 浦和红钻     | 2008 半决赛       | 1–1  | 3–1  |
| 川崎前鋒     | 2009 十六强淘汰赛 | 2–3  | 无   |
| 大阪櫻花     | 2011 十六强淘汰赛 | 0–1  | 无   |
| 全北现代     | 2006 小组赛       | 1–1  | 2–3  |
| 全北现代     | 2015 1/4决赛      | 3–2  | 0–0  |
| 全南天龙     | 2008 小组赛       | 1–1  | 4–3  |
| 首尔FC       | 2009 小组赛       | 1–2  | 4–2  |
| 首尔FC       | 2015 十六强淘汰赛 | 3–2  | 3–1  |
| 水原三星     | 2010 小组赛       | 2–1  | 0–0  |
| 水原三星     | 2016 小组赛       | 1–2  | 1–1  |
| 城南FC       | 2010 十六强淘汰赛 | 无   | 0–3  |
| 城南FC       | 2015 小组赛       | 2–1  | 0–2  |
| 济州联       | 2011 小组赛       | 3–1  | 1–2  |
| 济州联       | 2017 小组赛       | 1–4  | 0–2  |
| 浦项制铁     | 2012 小组赛       | 0–3  | 0–2  |
| 柔佛FC       | 2017 资格赛第三轮 | 3–0  | 无   |
| 新加坡勇士   | 2010 小组赛       | 3–0  | 4–2  |
| 叙利亚卡拉马 | 2008 1/4决赛      | 2–0  | 2–1  |
| 春武里       | 2008 小组赛       | 1–1  | 2–0  |
| 武里南联     | 2015 小组赛       | 1–1  | 2–1  |
| 塔什干建设者 | 2012 小组赛       | 3–1  | 2–3  |
| 岘港SHB      | 2006 小组赛       | 15–0 | 5–1  |

### 世俱杯战绩
- 季軍 (1) : 2008年

| 赛季                      | 比赛阶段   | 对手         | 比分 |
| 2008年世界俱乐部杯 · 日本 | 半准决赛   | 阿德莱德联队 | 1–0  |
| 2008年世界俱乐部杯 · 日本 | 半决赛     | 曼联         | 3–5  |
| 2008年世界俱乐部杯 · 日本 | 第三名决赛 | 帕丘卡       | 1–0  |

### 邀請賽賽事
- 皇后盃
  - 冠軍 (1) : 1992年
- A3冠軍杯
  - 亞軍 (1) : 2006年
- 泛太平洋錦標賽
  - 冠軍 (1) : 2008年

## 著名球員
- 靴高域
- 礒貝洋光
- 謝爾蓋·阿連尼哥夫
- 马塞利尼奥·卡里奥卡
- 马格诺·阿尔维斯
- 羅尼
- Kiril Metkov（英语：Kiril Metkov）
- 賈秀全
- Mladen Mladenović（英语：Mladen Mladenović）
- Nino Bule（英语：Nino Bule）
- Claude Dambury（英语：Claude Dambury）
- 博班·巴本斯基
- Anto Drobnjak（英语：Anto Drobnjak）
- 汉斯·吉尔豪斯
- 弗朗西斯科·阿尔塞
- 彼得·希维尔切夫斯基
- 艾赫利克·茨維巴
- 阿米尔·卡里奇
- 奧利·普羅塔索夫
- 黃義助

### 參加世界盃球員
1998年
- 柏特歷·麥保馬

2002年
- 宮本恒靖

2006年
- 遠藤保仁
- 加地亮
- 宮本恒靖
- 大黑將志

2010年
- 遠藤保仁

2014年
- 遠藤保仁
- 今野泰幸

2018年
- 東口順昭
- 黃義助

## 外部連結
- 大阪鋼巴官方網站Archive.today的存檔，存档日期2012-12-05
- 大阪飛腳的X（前Twitter）
- 大阪飛腳的Facebook專頁
- 大阪飛腳的Instagram帳戶

| 成就            | 成就              | 成就            |
| --------------- | ----------------- | --------------- |
| 前任： 浦和红钻 | 亞洲冠军联赛 2008 | 繼任： 浦項制鐵 |